# L'enigma Verdaguer
L'enigma Verdaguer és un telefilm català de 2019 sobre la vida del poeta Jacint Verdaguer, dirigit per Lluís Maria Güell i amb guió de David Plana a partir d'una història d'Enric Gomà, Teresa Vilardell i el propi Plana. Es va estrenar l'11 de setembre del 2019 a TV3, i va ser una producció de Diagonal Televisió, coproduïda per TV3 i RTVE, amb el suport de l'ICEC. Segons declaracions del director, no és un biopic sinó una aproximació biogràfica a una de les veus més reputades de la literatura catalana, a través de la qual s'ha fet una adaptació per tal d'explicar l'home rere el capellà, malgrat prendre's alguna llicència.

## Argument
La pel·lícula, ambientada a finals de segle xix, segueix les complicacions i les petites misèries de l'atzarosa vida de Jacint Verdaguer, poeta de Folgueroles conegut popularment com a Mossèn Cinto, qui va passar de ser el poeta més elogiat a ser perseguit i arraconat per les altes esferes de la societat.

## Repartiment
- Ernest Villegas: Jacint Verdaguer i Santaló
- Laia Manzanares
- Diana Gómez
- Francesc Orella: Pare Pinyol
- Juanjo Puigcorbé: Marcelino Menéndez Pelayo
- Roger Casamajor: Jaume Collell i Bancells, canonge
- Clara Segura: Emília, criada
- Pau Durà
- Bea Segura: Reina Maria Cristina
- Pere Arquillué: Josep Morgades i Gili, bisbe
- David Marcé: Antonio López y López, Marquès de Comillas
- Pepa López
- David Vert
- Llum Barrera: Deseada Martínez, vídua de Duran
- Lluís Xavier Villanueva
- Carlos Serrano-Clark
- Aida de la Cruz
- Pau Roca: Joan Amat i Sormaní, alcalde de Barcelona
- Dafnis Balduz: Mossèn Joan Güell
- Xavi Sais

## Projecte
Xavier Bru de Sala és el responsable de la idea original i també de la direcció argumental, i Narcís Garolera, una de les autoritats del país a l'entorn de Verdaguer, n'és l'assessor biogràfic i lingüístic.
Vicent Sanchis, director de TV3 en el moment de l'estrena, va parlar de les dificultats de tirar endavant amb L'enigma Verdaguer a causa de la manca de suport econòmic, la creixent dificultat de fer ficció a la televisió pública i la incertesa de parlar sobre una història que per a molta gent formava part del passat. Malgrat això, cinc anys després d'haver-se iniciat el projecte (nascut originalment com a minisèrie de dos episodis), va poder-se estrenar en horari de màxima audiència a la televisió pública catalana, convertint-se en la pel·lícula més vista de l'any a TV3.

## Rodatge
El rodatge de la pel·lícula va durar cinc setmanes, i es va fer dues vegades, ja que es va gravar en català i en castellà simultàniament.
Un dels escenaris és la masia Can Font de Gaià de Terrassa, que es va transformar per uns dies en casa familiar de Verdaguer. La resta de localitzacions estan repartides entre Les Masies de Voltregà, Folgueroles, Vic, Arenys de Munt, Cerdanyola del Vallès, Vilanova i la Geltrú, Vallvidrera i Barcelona.